# 博尼夫卡
50°4′59″N 25°45′52″E / 50.08306°N 25.76444°E
博尼夫卡（烏克蘭語：Бонівка），是烏克蘭的村落，位於該國西部捷爾諾波爾州，由克列梅涅茨區負責管轄，處於内里斯河源頭，始建於1538年，面積6平方公里，海拔高度355米，2001年人口552。